# 山本庸幸
山本 庸幸（やまもと つねゆき、1949年9月26日 - ）は、日本の通産官僚、裁判官。
通商産業省生活産業局繊維製品課課長、日本貿易振興会本部企画部部長、内閣法制局第一部中央省庁等改革法制室室長、内閣法制局第四部部長、内閣法制局第二部部長、内閣法制局第三部部長、内閣法制局第一部部長、内閣法制次長、内閣法制局長官、最高裁判所裁判官などを歴任した。

## 概要
愛知県出身の通産官僚である。通商産業省では産業政策局商政課取引信用室の室長や、生活産業局繊維製品課の課長などを務めた。のちに内閣法制局に出向し、第一部中央省庁等改革法制室の室長を経て、第四部、第二部、第三部、第一部の部長をそれぞれ務めるなど、要職を歴任した。2010年には、内閣法制次長に就任した。2011年には梶田信一郎の後任として内閣法制局長官に就任し、野田内閣から第2次安倍内閣にかけて、2013年8月まで同職を務めた。退職後は、最高裁判所の判事に任命された。

## 来歴

### 生い立ち
1949年9月26日に生まれ、愛知県にて育った。愛知県立旭丘高等学校を経て、1969年に京都大学法学部に入学した。京都大学在学中の1972年8月、国家公務員上級甲（法律）試験、および、通商産業省上級甲種（事務）職員採用選抜試験に合格を果たした。翌年3月に京都大学を卒業し、翌月に通商産業省に入省した。

### 通産官僚
通商産業省では、公害保安局の公害保安政策課での勤務を経て、立地公害局の公害防止指導課にて総括班の総括係長や、貿易局の長期輸出保険課にて課長補佐を務めた。その後、外務省に出向することになり、1982年4月に在マレーシア日本国大使館の二等書記官として、マレーシアに着任した。翌年4月には一等書記官となった。帰国後、再び通商産業省の事務官に戻り、外局である特許庁の総務部にて、総務課の調査官や工業所有権制度改正審議室の室長を務めた。また、本省においては、産業政策局の商政課にて取引信用室の室長を務めた。1989年6月に、第四部参事官として内閣法制局へ出向した。その後、再び通商産業省へ戻り、生活産業局にて繊維製品課の課長に就任したが、1998年7月に内閣法制局へ再び出向した。第一部にて中央省庁等改革法制室の室長を務めたあと、第四部、第二部、第三部、第一部の部長をそれぞれ務め、2010年1月に内閣法制次長に就任した。
2011年12月には梶田信一郎の後任として内閣法制局長官に就任し、野田内閣の途中から同職を務めた。なお、2010年に民主党政権は内閣法制局長官を国会審議での答弁が認められている政府特別補佐人から外し内閣官房長官らが法令解釈担当閣僚として代わりに答弁させてきたが、「憲法など長い法令解釈の歴史を知る人として最もふさわしい」として2012年1月24日の第180回国会から長官による国会答弁の復活を決定。同年2月6日の参議院予算委員会で山本は、自由民主党の脇雅史から内閣官房や国家戦略室など行政組織の設置根拠などについて質問を受け答弁した。
2013年6月頃、内閣官房副長官の杉田和博は閣議後、山本を呼び止め、「7月21日の参院選の後に君には（内閣法制局長官を）辞めてもらうから」と言った。後任の名前を聞くと、杉田は駐仏大使の小松一郎だと答えた。内閣法制局での勤務経験がない、外務省出身の小松が就任すれば、法務・財務・経済産業・総務の4省出身者が交代で次長から昇格する長年の人事慣行が破られることになるため、当該人事は山本を驚かせた。同年8月8日、第2次安倍内閣は山本を退任させた。後任の長官には予定どおり、小松が就任した。

### 最高裁判事
2013年7月19日、最高裁判事の竹内行夫が定年で退官。山本は竹内の後任に選ばれ、同年8月8日、内閣法制局長官を退官。同年8月20日、最高裁判所の判事に就任。2014年12月14日、最高裁判所裁判官国民審査において、罷免を可とする票4,280,353票、罷免を可とする率8.42%で信任。同時に審査された5判事のうち罷免を可とする票の数が最少であった。
2019年9月25日、退官。同年12月9日、名古屋市は第三者委員会である「あいちトリエンナーレ名古屋市あり方・負担金検証委員会」を設置。山本は委員会メンバーの座長に就任した。

## 政策・主張
集団的自衛権の行使
2013年8月、最高裁判所判事就任にあたって記者会見を行い、その中で、「集団的自衛権の行使は、従来の憲法解釈では容認は難しい。実現するには憲法改正が適切だろうが、それは国民と国会の判断だ」と述べた。
この発言に対し内閣官房長官の菅義偉は、「最高裁判事が公の場で憲法改正の必要性まで言及したことについて、非常に違和感がある」と反発。「（最高裁判断が）確定するまで、憲法解釈は、内閣法制局の専門的知見などを活用しながら、第一義的には内閣が行うものだ」と強調した。一方、連立与党を組む公明党代表の山口那津男は、山本の発言は「ぎりぎり許される」と支持する考えを示した。
あいちトリエンナーレにおける名古屋市の負担金
芸術祭「あいちトリエンナーレ2019」の一部の展示内容に問題があるとして、名古屋市は、あいちトリエンナーレ実行委員会に対する負担金1億7,102万4千円のうち、未払いだった3,380万円2千円の支払いを拒否。2019年12月9日、同市は「あいちトリエンナーレ名古屋市あり方・負担金検証委員会」を設置。5人の委員が選ばれ、山本はその座長に就いた。2020年3月27日に行われた第3回目の検証委員会に、山本は、市の判断は妥当だとする報告書案を提出。賛成3、反対2の多数決により山本が作成した報告書案は採択され、報告書を受け取った名古屋市は同日、3,380万円2千円の不払いを行政決定した。

## 略歴
- 1949年 9月 : 愛知県生まれ
- 1969年 4月 : 京都大学法学部入学

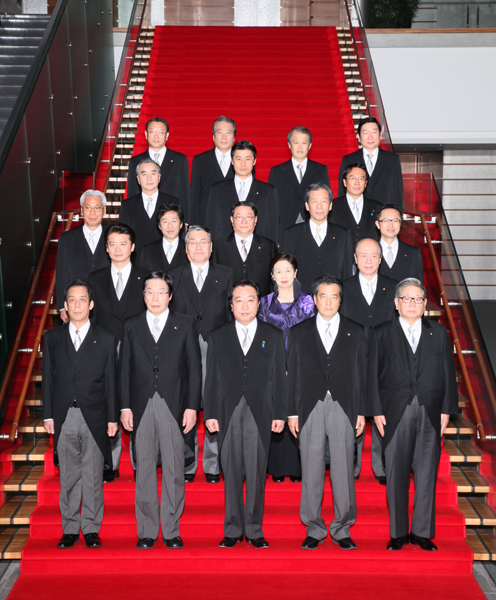
2012年1月13日、総理大臣官邸にて野田第1次改造内閣の閣僚らと（最後列右端）

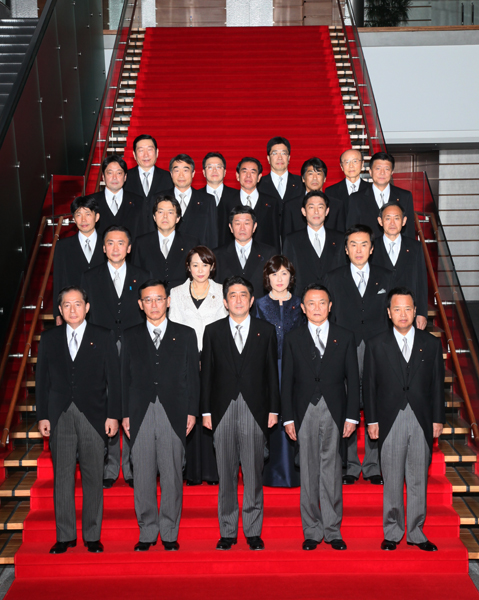
2012年12月26日、総理大臣官邸にて第2次安倍内閣の閣僚らと（最後列左端）

- 1972年 8月 : 国家公務員上級甲（法律）試験と通商産業省上級甲種（事務）職員採用選抜試験に合格
- 1973年 3月 : 京都大学法学部卒業
- 1973年 4月 : 通商産業省入省
- 1973年 4月 : 通商産業省公害保安局公害保安政策課通商産業事務官
- 1975年 4月 : 通商産業省立地公害局公害防止指導課総括班総括係長
- 1980年 7月 : 通商産業省貿易局長期輸出保険課長補佐
- 1982年 4月 : 在マレーシア日本国大使館二等書記官
- 1983年 4月 : 在マレーシア日本国大使館一等書記官
- 1985年 5月 : 通商産業省特許庁総務部総務課調査官
- 1987年 5月 : 通商産業省特許庁総務部総務課工業所有権制度改正審議室長
- 1988年 7月 : 通商産業省産業政策局商政課取引信用室長
- 1989年 6月 : 内閣法制局第四部参事官
- 1994年 7月 : 通商産業省生活産業局繊維製品課長
- 1996年 5月 : 日本貿易振興会（JETRO）本部企画部長
- 1998年 7月 : 内閣法制局第一部中央省庁等改革法制室長
- 1999年 8月 : 内閣法制局第四部長
- 2002年 8月 : 内閣法制局第二部長
- 2004年 8月 : 内閣法制局第三部長
- 2006年 4月 : 東京大学公共政策大学院客員教授に就任
- 2006年 10月 : 内閣法制局第一部長
- 2008年 4月 : 早稲田大学大学院法務研究科客員教授に就任
- 2010年 1月 : 内閣法制次長
- 2011年 12月 : 内閣法制局長官
- 2013年 8月 : 内閣法制局長官退任
- 2013年 8月 : 最高裁判所判事
- 2019年 9月 : 最高裁判所判事退任
- 2020年 11月 : 旭日大綬章受章[22][23]